# Stuart McGugan
Stuart McGugan (ur. 2 marca 1944 w Stirling) – szkocki aktor telewizyjny i teatralny, najszerzej znany z roli szeregowego „Atlasa” Mackintosha w serialu It Ain’t Half Hot Mum (1974-1981).

## Życiorys
W telewizji zadebiutował w 1964 jako jeden z prezenterów programu BBC dla dzieci Play School, z którym był związany przez 20 kolejnych lat. W 1974 został obsadzony w It Ain’t Half Hot Mum, sitcomie rozgrywającym się podczas II wojny światowej wśród członków wojskowej polowej trupy teatralno-muzycznej. Grał tam szkockiego twardziela, którego popisowym numerem było darcie na oczach widzów grubych książek telefonicznych, ale w razie potrzeby potrafił się również przeprać za seksowną dziewczynę. Występował we wszystkich ośmiu seriach tej produkcji, aż do jej zakończenia w 1981 roku.
W 1987 wziął udział w głośnym serialu Tutti Frutti, wyprodukowanym przez szkocki oddział BBC, gdzie grał u boku takich późniejszych gwiazd jak Emma Thompson czy Robbie Coltrane. Do innych seriali z jego udziałem należały Wish Me Luck, Hamish Macbeth, Armia tatuśka, Pan wzywał, milordzie? czy Benidorm. Ma również na koncie liczne role teatralne.